# Rotylenchus
Rotylenchus is een geslacht van rondwormen. Het zijn vrijlevende, plantenparasitaire aaltjes, die in de grond voorkomen. De aaltjes prikken met hun mondstekel de wortels of knollen aan. Bijvoorbeeld veroorzaakt Rotylenchus uniformis door het aanprikken van de knollen zwarte spikkels op de radijsjes.
De vrouwtjes hebben de vorm van een spiraal of van een C.
Enkele soorten die in Nederland voorkomen zijn:
- Rotylenchus robustus, die peen en andijvie aantast.
- Rotylenchus uniformis, die schorseneer aantast.

## Bestrijding
Een goede vruchtwisseling kan voorkomen dat de aaltjespopulatie uitgroeit tot een plaag. Ook het tussenplanten van afrikaantjes kan soms helpen.